# Augustine Ndubueze Echema
Augustine Ndubueze Echema (* 28. Dezember 1958 in Ohuhu Nsulu, Nigeria) ist ein nigerianischer Geistlicher und römisch-katholischer Bischof von Aba.

## Leben
Augustine Ndubueze Echema besuchte zunächst das Knabenseminar in Okpala  und studierte anschließend von 1978 bis 1986 an den Priesterseminaren in Ikot Ekpene und Enugu. Am 16. August 1986 empfing er das Sakrament der Priesterweihe für das Bistum Owerri.
Nach der Priesterweihe war er zunächst bis 1988 als Erzieher am Knabenseminar in Okpala tätig. Nach einem weiteren Jahr als Pfarrer studierte er von 1989 bis 1994 Liturgiewissenschaft an der Philosophisch-Theologischen Hochschule Sankt Georgen in Frankfurt am Main, an der er zum Dr. theol. promoviert wurde. Von 1994 bis 1995 war er Pfarrer in Schwalbach im Bistum Limburg. Nach seiner Rückkehr in die Heimat war er von 1996 an Liturgiedozent am Catholic Institute of West Africa in Port Harcourt. Außerdem leitete er die Liturgiekommission des Erzbistums Owerri und war Seelsorger des Provinz-Laienrats von Owerri.
Am 28. Dezember 2019 ernannte ihn Papst Franziskus zum Bischof von Aba. Der Apostolische Nuntius in Nigeria, Erzbischof Antonio Filipazzi, spendete ihm am 13. Februar des folgenden Jahres die Bischofsweihe. Mitkonsekratoren waren der Erzbischof von Owerri, Anthony John Valentine Obinna, und der aus dem Bistum Aba stammende Erzbischof Fortunatus Nwachukwu, Apostolischer Nuntius in den Karibikstaaten.